# تقرير تشيني
المسح الاقتصادي لصناعة الكتاب ، المعروف بشكل غير رسمي باسم تقرير تشيني ، كان عبارة عن ورقة كتبها المصرفي المتقاعد في نيويورك أو إتش تشيني، بين عامي 1930 و 1931. تم تكليفه من قبل الرابطة الوطنية لناشري الكتب، وتم نشره لاحقًا في عام 1932. كان الغرض من التقرير هو تحليل الهيكل العام لصناعة نشر الكتب وإيجاد طرق لتحسين النظام ككل. دعا التقرير إلى إجراء العديد من التعديلات على صناعة نشر الكتب، بما في ذلك توحيد الحجم الكتاب المادي، وزيادة عدد الأطفال الذين يقرؤون الكتب في نظام التعليم، وإنشاء المزيد من المكتبات في أجزاء أكثر من الولايات المتحدة. توقع تشيني أيضًا بشكل صحيح الطلب المتزايد على الكتب في نهاية الحرب العالمية الثانية، وسعى لإيجاد طرق لتوزيعها بشكل أفضل.
كانت أهم مساهمة لتقرير تشيني لسوق نشر الكتب الأمريكية، وللثقافة الأمريكية ككل، إصراره على تطبيق نموذج موحد للترميز في عالم نشر الكتب. كان تشيني أول شخص يقترح نوعًا من نظام الترميز المستند إلى الآلة لتنظيم الكتب. في حين أنه لم يقدم خطة محددة لنظام الترميز المعتمد على الآلة في تقريره، ساعدت أفكار تشيني الثورية في تحفيز إنشاء وتنفيذ، بعد عدة عقود، رقم الكتاب القياسي الدولي (ISBN) الذي تبنته الولايات المتحدة لتصنيف الكتب.
في الذكرى الستين لتقرير تشيني في عام 1992، أعادت بابليشرز ويكلي طباعة التقرير بالكامل وبدأت في إعادة النظر في بعض الأفكار التي اقترحها التقرير في الأصل.

## الاستقبال
في حين أن الأفكار المقدمة في التقرير لاحقًا ساعدت في إنشاء نظام فعال مثل رقم ISBN ، لم يتم استقبال تقرير تشيني جيدًا في وقت النشر. زعم تشيني أنه كتب التقرير «بروح التعاطف الموضوعي»، لكن التقرير قوبل بانتقادات لاذعة واعتبره معظم المطلعين على صناعة الكتاب غير فعال إلى حد بعيد في ذلك الوقت. شعر الكثير من الناس أن الأفكار التي اقترحها كانت بعيدة المنال، بينما تبدو فكرة نظام ترميز الكتب اليوم، مثل رقم ISBN ، منطقية تمامًا. قدم أحد مؤيدي تقرير تشيني قراءة بديلة لتقرير تشيني في طبعة 1932 من ناشرز ويكلي:
 
لم يتم أخذ أي من الأفكار الواردة في التقرير على محمل الجد تقريبًا، ولم يتم اختراع وتنفيذ نظام الترميز المقترح إلا في وقت متأخر من التاريخ الأمريكي. لم يكتسب تشيني سمعة سيئة من هذا التقرير وذهب التقرير إلى حد كبير دون أن يلاحظه أحد في الثقافة الأمريكية الحالية. توفي تشيني عام 1939 ولم يتمكن من تنفيذ أفكاره ومفاهيمه.